# Пам'ятки археології Хмільницького району
У Хмільницькому районі Вінницької області під обліком перебуває 52 пам'ятки археології.
| №   | Охоронний № | Найменування пам'ятки                                          | Пам'яток у комплексі | Адреса              | Дата (епоха)                                                                                | Дата відкриття або виявлення       | Автори (дослід.)                                                          | Рішення про взяття під охорону |
| --- | ----------- | -------------------------------------------------------------- | -------------------- | ------------------- | ------------------------------------------------------------------------------------------- | ---------------------------------- | ------------------------------------------------------------------------- | ------------------------------ |
| 1.  | 180         | Пізньотрипільське поселення                                    |                      | с. Березна          | ІІІ тис. до н. е.                                                                           | 1984 р.                            | к. і. н. П. І Хавлюк                                                      | № 22822.05.1986 р.             |
| 2.  | 181         | Пізньотрипільське поселення                                    |                      | с. Березна          | ІІІ тис. до н. е.                                                                           | 1984 р.                            | к. і. н. П. І Хавлюк                                                      | № 22822.05.1986 р.             |
| 3.  | 182         | Поселення пізньої бронзи                                       |                      | с. Березна          | XIII-IX ст. ст. до н. е.                                                                    | 1984 р.                            | к. і. н. П. І Хавлюк                                                      | № 22822.05.1986 р.             |
| 4.  | 183         | Кургани                                                        | 2                    | с. Білий Рукав      |                                                                                             | 1982 р.                            | к. і. н. П. І Хавлюк                                                      | № 22822.05.1986 р.             |
| 5.  | 41          | Поселення черняхівської культури                               |                      | с. Білий Рукав      | ІІ-IV ст.ст. н. е.                                                                          | 1987 р.                            | к. і. н. П. І Хавлюк                                                      | № 11313.05.1988 р.             |
| 6.  | 102         | Поселення черняхівської культури                               |                      | с. Білий Рукав      | ІІ-IV ст.ст. н. е.                                                                          | 1993 р.                            | М. С. Левада                                                              | № 50120.12.1993 р.             |
| 7.  | 184         | Поселення епохи бронзи                                         |                      | с. Вербівка         | XIII-IX ст. ст. до н. е.                                                                    | 1984 р.                            | к. і. н. П. І Хавлюк                                                      | № 22822.05.1986 р.             |
| 8.  | 107         | Поселення черняхівської культури                               |                      | с. Великий Острожок | II-IV ст.ст. н. е.                                                                          | 1993 р.                            | М. С. Левада                                                              | № 50120.12.1993 р.             |
| 9.  | 103         | Поселення білогрудівської культури                             |                      | с. Воронівці        | XII-X ст. ст. до н. е.                                                                      | 1993 р.                            | М. С. Левада                                                              | № 50120.12.1993 р.             |
| 10. | 104         | Поселення передскіфського часу                                 |                      | с. Воронівці        | VIII-VII ст.ст. до н. е.                                                                    | 1993 р.                            | М. С. Левада                                                              | № 50120.12.1993 р.             |
| 11. | 105         | Курган                                                         |                      | с. Воронівці        |                                                                                             | 1993 р.                            | М. С. Левада                                                              | № 50120.12.1993 р.             |
| 12. | 106         | Поселення пеньківської культури                                |                      | с. Воронівці        | VII-VIII ст. ст. до н. е.                                                                   | 1993 р.                            | М. С. Левада                                                              | № 50120.12.1993 р.             |
| 13. | 185         | Пізньотрипільсь-ке поселення                                   |                      | с. Голодьки         | III тис. до н. е.                                                                           | 1982 р.                            | к. і. н. П. І Хавлюк                                                      | № 22822.05.1986 р.             |
| 14. | 186         | Поселення черняхівської культури                               |                      | с. Голодьки         | ІІ-IV ст.ст. н. е.                                                                          | 1982 р.                            | к. і. н. П. І Хавлюк                                                      | № 22822.05.1986 р.             |
| 15. | 187         | Слов'янське поселення                                          |                      | с. Голодьки         | X-XI ст. ст. н. е.                                                                          | 1982 р.                            | к. і. н. П. І Хавлюк                                                      | № 22822.05.1986 р.             |
| 16. |             | Курганний могильник                                            | 40                   | с. Голодьки         |                                                                                             | 2008 р.                            | Потупчик М. В.                                                            | щойно виявлена                 |
|     |             | Курганний могильник                                            | 11                   | с. Голодьки         |                                                                                             | 2008 р.                            | Потупчик М. В.                                                            | щойно виявлена                 |
| 17. |             | Городище                                                       |                      | с. Голодьки         | X-XI ст. ст. н. е.                                                                          | 2008 р.                            | Потупчик М. В.                                                            | щойно виявлена                 |
| 18. | 108         | Поселення черняхівської культури                               |                      | с. Зозуленці        | ІІ-IV ст.ст. н. е.                                                                          | 1993 р.                            | М. С. Левада                                                              | № 50120.12.1993 р.             |
| 19. | 109         | Поселення білогрудівської культури                             |                      | с. Кропивна         | XII-X ст. ст. до н. е.                                                                      | 1993 р.                            | М. С. Левада                                                              | № 50120.12.1993 р.             |
| 20. | 110         | Поселення черняхівської культури                               |                      | с. Кривошиї         | ІІ-IV ст.ст. н. е.                                                                          | 1993 р.                            | М. С. Левада                                                              | № 50120.12.1993 р.             |
| 21. | 134         | Поселення зарубинецької культури                               |                      | с. Кривошиї         | ІІ ст. до н. е., II ст. н. е.                                                               | 1988 р.                            | к. і. н. П. І Хавлюк                                                      | № 8203.04.1990 р.              |
| 22. | 188         | Поселення черняхівської культури                               |                      | с. Крутнів          | ІІ-IV ст.ст. н. е.                                                                          | 1984 р.                            | к. і. н. П. І Хавлюк                                                      | № 22822.05.1986 р.             |
| 23. | 189         | Поселення черняхівської культури                               |                      | с. Курилівка        | ІІ-IV ст.ст. н. е.                                                                          | 1982 р.                            | к. і. н. П. І Хавлюк                                                      | № 22822.05.1986 р.             |
| 24. | 135         | Курган                                                         |                      | с. Кустівці         |                                                                                             | 1988 р.                            | к. і. н. П. І Хавлюк                                                      | № 8203.04.1990 р.              |
| 25. | 111         | Курган                                                         |                      | с. Лип'ятин         |                                                                                             | 1993 р.                            | М. С. Левада                                                              | № 50120.12.1993 р.             |
| 26. | 190         | Поселення черняхівської культури                               |                      | с. Малий Митник     | II-IV ст.ст. н. е.                                                                          | 1984 р.                            | к. і. н. П. І Хавлюк                                                      | № 22822.05.1986 р.             |
| 27. | 191         | Поселення черняхівської культури                               |                      | с. Малий Митник     | II-IV ст.ст. н. е.                                                                          | 1984 р.                            | к. і. н. П. І Хавлюк                                                      | № 22822.05.1986 р.             |
| 28. | 114         | Поселення передскіфського часу                                 |                      | с. Маркуші          | VIII-VII ст.ст. до н. е.                                                                    | 1993 р.                            | М. С. Левада                                                              | № 50120.12.1993 р.             |
| 29. | 115         | Поселення передскіфського часу                                 |                      | с. Митинці          | VIII-VII ст.ст. до н. е.                                                                    | 1993 р.                            | М. С. Левада                                                              | № 8203.04.1990 р.              |
| 30. | 112         | Поселення черняхівської культури                               |                      | с. Морозівка        | ІІ-IV ст.ст. н. е.                                                                          | 1993 р.                            | М. С. Левада                                                              | № 50120.12.1993 р.             |
| 31. | 113         | Поселення черняхівської культури                               |                      | с. Морозівка        | -//-                                                                                        | 1993 р.                            | М. С. Левада                                                              | № 50120.12.1993 р.             |
| 32. | 116         | Поселення черняхівської культури                               |                      | с. Пагурці          | ІІ-IV ст.ст. н. е.                                                                          | 1993 р.                            | М. С. Левада                                                              | № 50120.12.1993 р.             |
| 33. | 117         | Поселення черняхівської культури                               |                      | с. Пагурці          | ІІ-IV ст.ст. н. е.                                                                          | 1993 р.                            | М. С. Левада                                                              | № 50120.12.1993 р.             |
| 34. | 137         | Поселення черняхівської культури                               |                      | с. Рогинці          | ІІ-IV ст.ст. н. е.                                                                          | 1993 р.                            | М. С. Левада                                                              | № 8203.04.1990 р.              |
| 35. | 136         | Поселення черняхівської культури                               |                      | с. Рогинці          | ІІ-IV ст.ст. н. е.                                                                          | 1993 р.                            | М. С. Левада                                                              | № 8203.04.1990 р.              |
| 36. | 119         | Поселення черняхівської культури                               |                      | с. Сьомаки          | ІІ-IV ст.ст. н. е.                                                                          | 1993 р.                            | М. С. Левада                                                              | № 50120.12.1993 р.             |
| 37. | 120         | Поселення черняхівської культури                               |                      | с. Ступник          | ІІ-IV ст.ст. н. е.                                                                          | 1993 р.                            | М. С. Левада                                                              | № 50120.12.1993 р.             |
| 38. | 121         | Поселення черняхівської культури                               |                      | с. Ступник          | ІІ-IV ст.ст. н. е.                                                                          | 1993 р.                            | М. С. Левада                                                              | № 50120.12.1993 р.             |
| 39. | 122         | Поселення пеньківської культури                                |                      | с. Уланів           | VII-VIII ст. ст. н. е.                                                                      | 1993 р.                            | М. С. Левада                                                              | № 50120.12.1993 р.             |
| 40. | 123         | Поселення пеньківської культури                                |                      | с. Уланів           | VII-VIII ст. ст. н. е.                                                                      | 1993 р.                            | М. С. Левада                                                              | № 50120.12.1993 р.             |
| 41. | 124         | Поселення пеньківської культури                                |                      | с. Уланів           | VII-VIII ст. ст. н. е.                                                                      | 1993 р.                            | М. С. Левада                                                              | № 50120.12.1993 р.             |
| 42. | 192         | Поселення черняхівської культури                               |                      | с. Філіопіль        | ІІ-IV ст.ст. н. е.                                                                          | 1984 р.                            | к. і. н. П. І Хавлюк                                                      | № 22822.05.1986 р.             |
| 43. | 125         | Поселення черняхівської культури                               |                      | с. Чеснівка         | ІІ-IV ст.ст. н. е.                                                                          | 1993 р.                            | М. С. Левада                                                              | № 50120.12.1993 р.             |
| 44. | 126         | Поселення черняхівської культури                               |                      | с. Чеснівка         | ІІ-IV ст.ст. н. е.                                                                          | 1993 р.                            | М. С. Левада                                                              | № 50120.12.1993 р.             |
| 45. | 127         | Кургани (2)                                                    | 2                    | с. Чернятинці       |                                                                                             | 1993 р.                            | М. С. Левада                                                              | № 50120.12.1993 р.             |
| 46. | 1,0071E+11  | Багатошарове поселення енеоліт (трипілля, пізня бронза, скіфи) |                      | с. Широка Гребля    | IV-VII тис. до н. е., X ст. до н. е., VII-III ст. ст. до н. е., XVII-XVIII ст. ст. до н. е. | 1873 р., 1901 р., 1947 р., 1949 р. | археологи Д. Я. Самоквасов, А. А. Спіцин, Е. Сецинський, Д. І. Березовець | № 31310.06.1971 р.             |
| 47. | 193         | Поселення пізньої бронзи                                       |                      | с. Широка Гребля    | XIII-IX ст. ст. до н. е.                                                                    | 1961 р.                            | к. і. н. П. І Хавлюк                                                      | № 22822.05.1986 р.             |
| 48. | 194         | Поселення пізньої бронзи                                       |                      | с. Широка Гребля    | IX-VIII ст. ст. до н. е.                                                                    | 1982 р.                            | к. і. н. П. І Хавлюк                                                      | № 22822.05.1986 р.             |
| 49. | 195         | Скіфський курган                                               | 1                    | с. Широка Гребля    | ___                                                                                         | 1982 р.                            | к. і. н. П. І Хавлюк                                                      | № 22822.05.1986 р.             |
| 50. | 196         | Поселення зарубинецької культури                               |                      | с. Широка Гребля    | І ст. до н. е.,ІІ ст. н. е.                                                                 | 1982 р.                            | к. і. н. П. І Хавлюк                                                      | № 22822.05.1986 р.             |
| 51. | 197         | Поселення черняхівської культури                               |                      | с. Широка Гребля    | II-IV ст.ст. н. е.                                                                          | 1982 р.                            | к. і. н. П. І Хавлюк                                                      | № 22822.05.1986 р.             |
| 52. | 198         | Слов'янське поселення                                          |                      | с. Широка Гребля    | VIII-IX ст. ст. н. е.                                                                       | 1982 р.                            | к. і. н. П. І Хавлюк                                                      | № 22822.05.1986 р.             |
|     |             |                                                                |                      |                     |                                                                                             |                                    |                                                                           |                                |

## Джерело
- Пам'ятки Вінницької області